# Klein-Pöchlarn
Klein-Pöchlarn ist eine österreichische Marktgemeinde mit 1059 Einwohnern (Stand 1. Jänner 2024) im Bezirk Melk in Niederösterreich.

## Geografie
Klein-Pöchlarn liegt Pöchlarn gegenüber am linken, nördlichen Donauufer und damit am Südrand des niederösterreichischen Waldviertels im Nibelungengau. Die Ortschaft liegt auf dem Schwemmkegel des Mühlbaches. Das Gemeindegebiet steigt von der Donau, die in 220 Meter Seehöhe fließt, nach Norden zuerst über Felder, dann bewaldet auf über 300 Meter an. Die höchsten Erhebungen sind der Saulackenberg mit 361 Meter im Westen und der Rindfleischberg im Osten mit 388 Meter. Die Fläche der Marktgemeinde umfasst knapp sieben Quadratkilometer. Davon ist die Hälfte bewaldet, ein Viertel ist landwirtschaftliche Nutzfläche und 12 % entfallen auf die Donau.

### Gemeindegliederung
Außer Klein-Pöchlarn existieren keine weiteren Katastralgemeinden, und Klein-Pöchlarn ist die einzige Ortschaft der Gemeinde. Ortsteile sind Am Tonberg, Ebersdorf und Im Graben.

### Nachbargemeinden
| Maria Taferl | Artstetten-Pöbring                          |        |
| Marbach      | Kompassrose, die auf Nachbargemeinden zeigt | Leiben |
|              | Pöchlarn                                    |        |

## Geschichte
Der Fund von zwei Pfeilspitzen aus Feuerstein zeigt, dass das Gebiet schon in der Jungsteinzeit besiedelt war. Aus der Bronzezeit wurden beim Bahnbau 18 Bronzeringe entdeckt. Während in den ersten Jahrhunderten nach der Zeitenwende auf der Südseite der Donau das Römerkastell Arelape lag, nimmt man für Klein-Pöchlarn eine markomannische Siedlung an. Urkundlich erscheint der Ort erstmals im Jahr 1282 mit den Namen „Bösen-Pechlarn“, später auch „Mindern- oder Altenpechlarn“, und Jahre danach wurde es auch „Nieder-Pechlarn“ genannt. Im Jahr 1350 erfolgte die Weihe einer Kirche. Pfarrkirche blieb aber weiterhin Pöchlarn, obwohl es ab 1420 einen Vikar in Klein-Pöchlarn gab. Anstelle der alten Kirche entstand 1517 eine spätgotische Hallenkirche. Zur eigenständigen Pfarre wurde Klein-Pöchlarn 1792 erhoben. Seit 1500 ist das Marktrecht für Klein-Pöchlarn belegt, obwohl es verwaltungstechnisch ein Teil der Stadt Pöchlarn war. Eine eigenständige Gemeinde wurde Klein-Pöchlarn 1854.
Reiche Vorkommen von Ton, Lehm und Graphit ließen früh ein Hafnergewerbe entstehen. Schon 1329 wird eine Tachentgrube erwähnt. Hafner verkauften ihre Häfen und Krüge nicht nur auf dem Markt, sondern fuhren damit bis nach Wien. Ab dem 16. Jahrhundert wurden auch Kachelöfen gefertigt. Der Verkauf von Tonerde erfolgte donauabwärts bis nach Pest und Belgrad. In zwei 1880 errichteten Fabriken stellten Arbeiter neben Ziegeln, Klinkersteinen auch Öfen und Fliesen her.
Nach dem Ersten Weltkrieg um das Jahr 1920 druckte der Markt während der Hyperinflation, wie auch viele andere Gemeinden Österreichs, sein eigenes Notgeld.
Mit Pöchlarn verbindet den Ort heute die Donaubrücke Pöchlarn, die nach drei Jahren Bauzeit am 14. November 2001 für den Verkehr freigegeben wurde. Zuvor bestand zumindest seit 1901 nur eine Rollfähre über die Donau. Diese war nach dem Bau des Kraftwerkes Melk von einer Motorfähre abgelöst worden.

### Einwohnerentwicklung
| Klein-Pöchlarn: Einwohnerzahlen von 1869 bis 2024   | Klein-Pöchlarn: Einwohnerzahlen von 1869 bis 2024 | Klein-Pöchlarn: Einwohnerzahlen von 1869 bis 2024 | Klein-Pöchlarn: Einwohnerzahlen von 1869 bis 2024 | Klein-Pöchlarn: Einwohnerzahlen von 1869 bis 2024 |
| --------------------------------------------------- | ------------------------------------------------- | ------------------------------------------------- | ------------------------------------------------- | ------------------------------------------------- |
| Jahr                                                |                                                   |                                                   |                                                   | Einwohner                                         |
| 1869                                                | 1869                                              |                                                   | 484                                               | 484                                               |
| 1880                                                | 1880                                              |                                                   | 508                                               | 508                                               |
| 1890                                                | 1890                                              |                                                   | 495                                               | 495                                               |
| 1900                                                | 1900                                              |                                                   | 648                                               | 648                                               |
| 1910                                                | 1910                                              |                                                   | 618                                               | 618                                               |
| 1923                                                | 1923                                              |                                                   | 606                                               | 606                                               |
| 1934                                                | 1934                                              |                                                   | 688                                               | 688                                               |
| 1939                                                | 1939                                              |                                                   | 729                                               | 729                                               |
| 1951                                                | 1951                                              |                                                   | 711                                               | 711                                               |
| 1961                                                | 1961                                              |                                                   | 752                                               | 752                                               |
| 1971                                                | 1971                                              |                                                   | 762                                               | 762                                               |
| 1981                                                | 1981                                              |                                                   | 856                                               | 856                                               |
| 1991                                                | 1991                                              |                                                   | 915                                               | 915                                               |
| 2001                                                | 2001                                              |                                                   | 1.002                                             | 1.002                                             |
| 2011                                                | 2011                                              |                                                   | 976                                               | 976                                               |
| 2021                                                | 2021                                              |                                                   | 1.083                                             | 1.083                                             |
| 2024                                                | 2024                                              |                                                   | 1.059                                             | 1.059                                             |
| Quelle(n): Statistik Austria, Gebietsstand 1.1.2021 |                                                   |                                                   |                                                   |                                                   |

## Kultur und Sehenswürdigkeiten

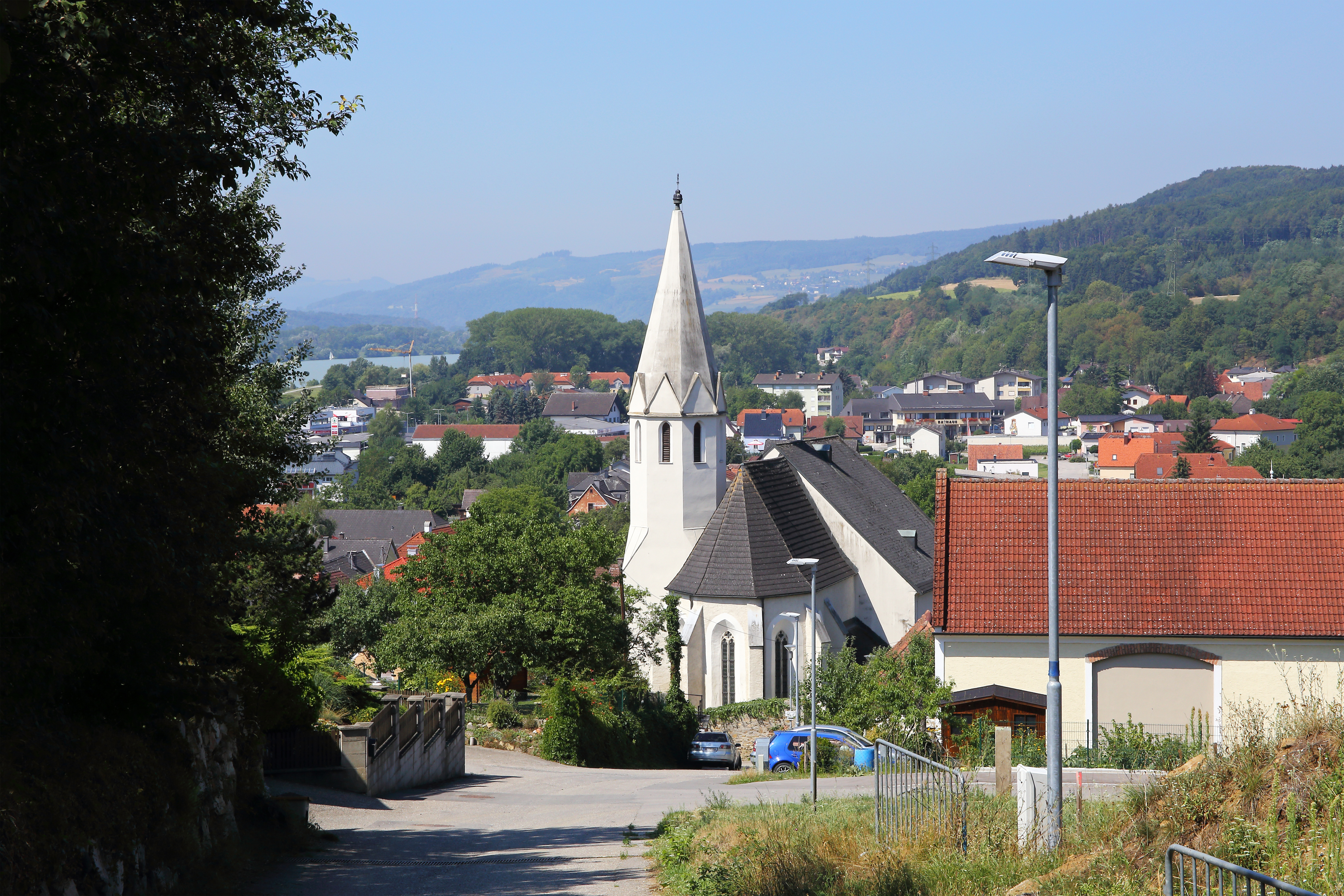
Pfarrkirche Klein-Pöchlarn

### Bauwerke
- Katholische Pfarrkirche Klein-Pöchlarn hl. Othmar

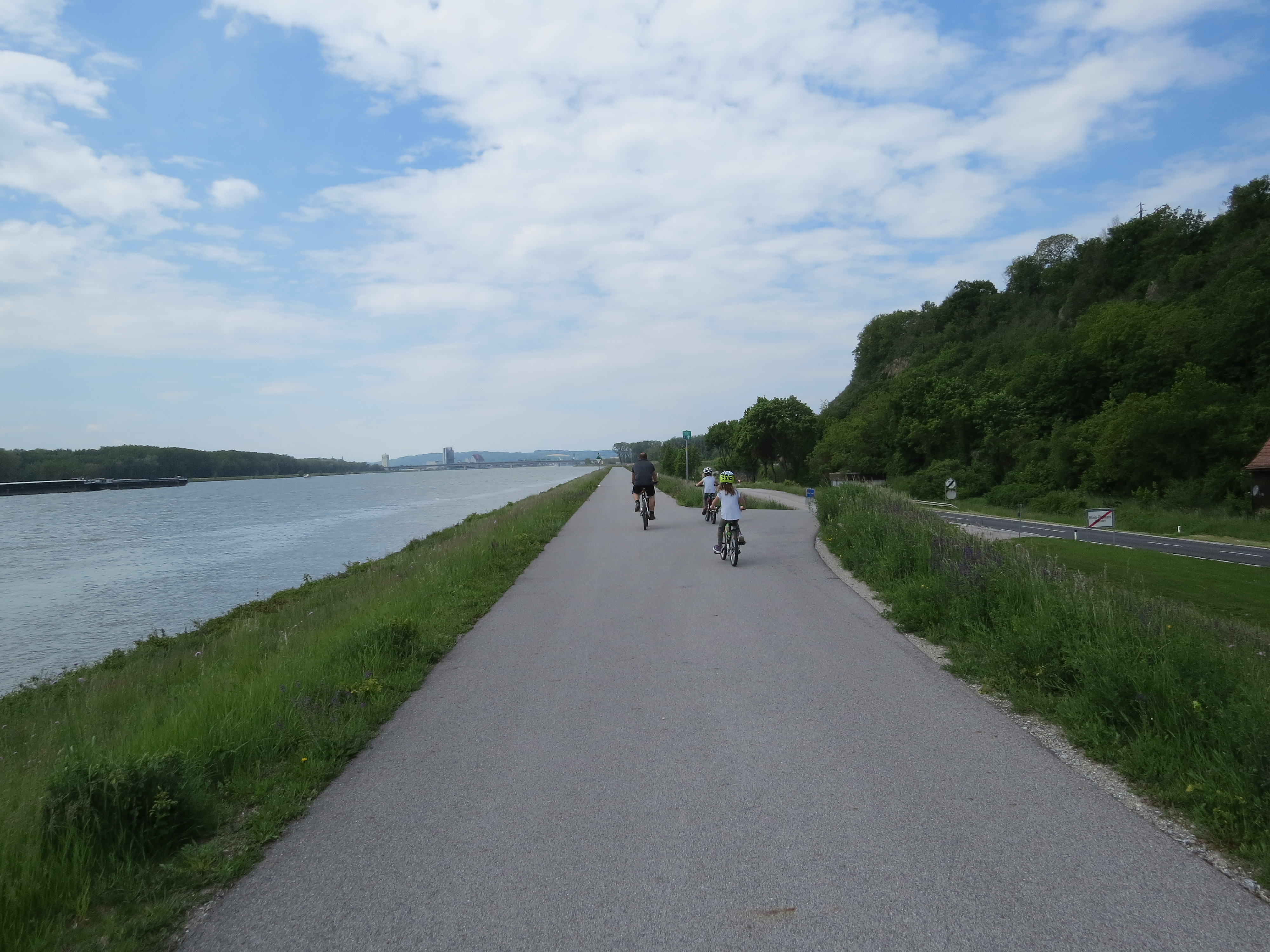
Donauradweg

### Sport
- Radweg: Die Donau entlang führt der Donauradweg.
- Wandern: Durch das Gemeindegebiet verläuft die 6. Etappe des Weitwanderweges Nibelungengau.[5]

## Wirtschaft und Infrastruktur

### Wirtschaftssektoren
Von den zwölf landwirtschaftlichen Betrieben des Jahres 2010 wurden drei im Haupt-, acht im Nebenerwerb und eine von einer juristischen Person geführt. Im Produktionssektor arbeiteten 22 der Erwerbstätigen im Bereich Herstellung von Waren und zwanzig in der Bauwirtschaft. Die wichtigsten Arbeitgeber des Dienstleistungssektors waren die Bereiche soziale und öffentliche Dienste (46) und der Handel (27 Beschäftigte).
| Wirtschaftssektor            | Anzahl Betriebe | Anzahl Betriebe | Erwerbstätige | Erwerbstätige |
| Wirtschaftssektor            | 2011            | 2001            | 2011          | 2001          |
| ---------------------------- | --------------- | --------------- | ------------- | ------------- |
| Land- und Forstwirtschaft 1) | 12              | 16              | 12            | 10            |
| Produktion                   | 15              | 12              | 45            | 70            |
| Dienstleistung               | 37              | 40              | 102           | 152           |

1) Betriebe mit Fläche in den Jahren 2010 und 1999

### Arbeitsmarkt, Pendeln

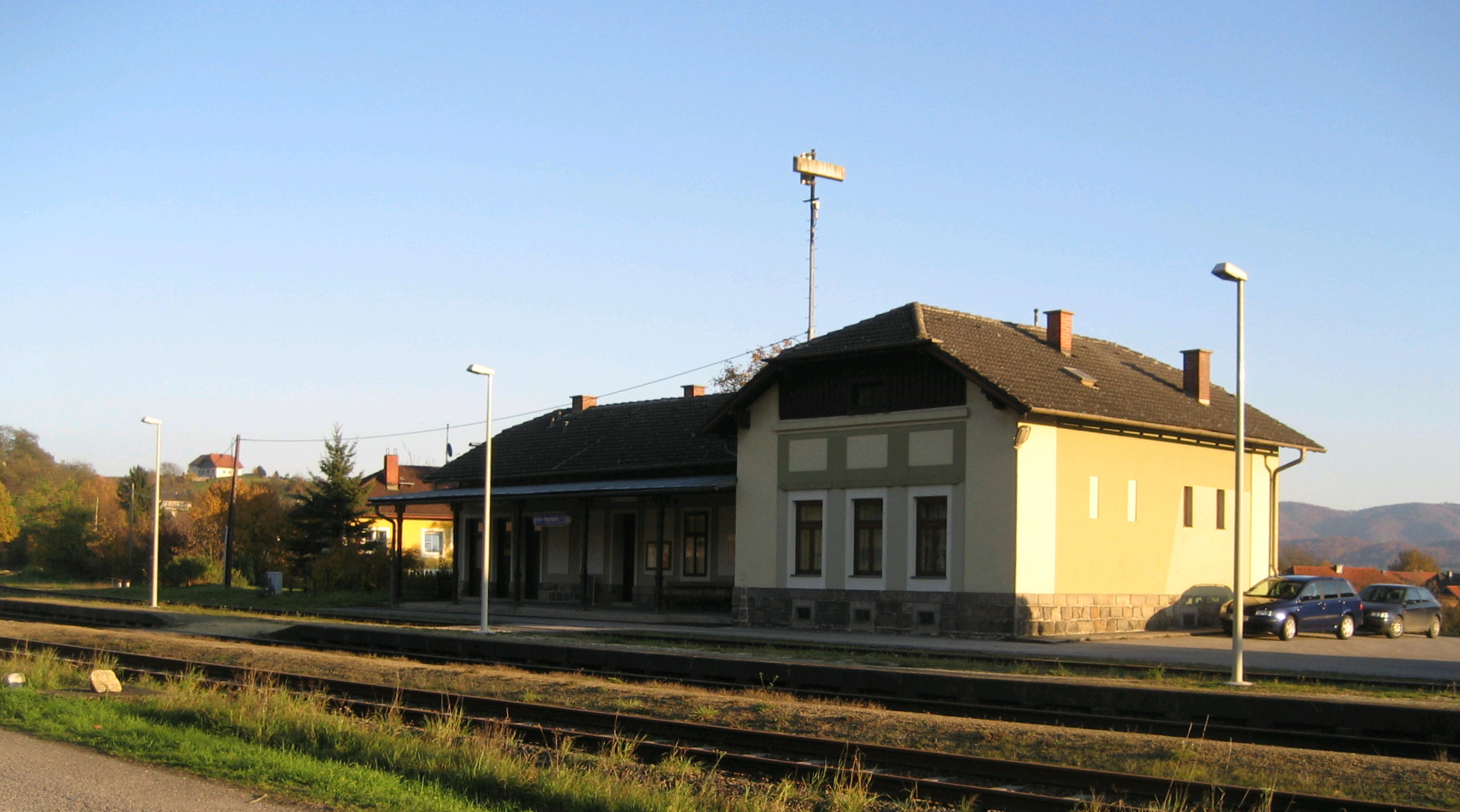
Ehemaliger Bahnhof Klein-Pöchlarn (Donauuferbahn)

Im Jahr 2011 lebten 485 Erwerbstätige in Klein-Pöchlarn. Davon arbeiteten 74 in der Gemeinde, mehr als achtzig Prozent pendelten aus.

### Verkehr
- Bahn: Klein-Pöchlarn war durch die Donauuferbahn an das Bahnnetz angebunden, seit Ende 2010 gibt es keinen Schienenverkehr mehr.
- Straße: Die Gemeinde liegt an der Donau Straße (B3) nördlich der Donau. Mit Pöchlarn südlich der Donau besteht seit 2001 einer Verbindung über die Donaubrücke Pöchlarn, über die die B 209 sowie ein kombinierter Geh- und Radweg führt.
- Fahrrad: Die Gemeinde liegt am Donauradweg.

## Öffentliche Einrichtungen
In Klein-Pöchlarn befindet sich ein Kindergarten und eine Volksschule.

## Politik
| Der Gemeinderat hat 19 Mitglieder (15 bis 2020): - Mit den Gemeinderatswahlen in Niederösterreich 1990 hatte der Gemeinderat folgende Verteilung: 9 SPÖ, 5 ÖVP und 1 FPÖ. - Mit den Gemeinderatswahlen in Niederösterreich 1995 hatte der Gemeinderat folgende Verteilung: 9 SPÖ, 5 ÖVP und 1 FPÖ. - Mit den Gemeinderatswahlen in Niederösterreich 2000 hatte der Gemeinderat folgende Verteilung: 11 SPÖ und 4 ÖVP. - Mit den Gemeinderatswahlen in Niederösterreich 2005 hatte der Gemeinderat folgende Verteilung: 13 SPÖ und 6 ÖVP. (19 Mitglieder) - Mit den Gemeinderatswahlen in Niederösterreich 2010 hatte der Gemeinderat folgende Verteilung: 13 SPÖ und 6 ÖVP. (19 Mitglieder) - Mit den Gemeinderatswahlen in Niederösterreich 2015 hatte der Gemeinderat folgende Verteilung: 11 SPÖ und 4 ÖVP. - Mit den Gemeinderatswahlen in Niederösterreich 2020 hatte der Gemeinderat folgende Verteilung: 10 SPÖ und 5 ÖVP. - Mit den Gemeinderatswahlen in Niederösterreich 2025 hat der Gemeinderat folgende Verteilung: 15 SPÖ und 4 ÖVP. | Hier fehlt eine Grafik, die leider im Moment aus technischen Gründen nicht angezeigt werden kann. Wir arbeiten daran! |

### Bürgermeister
- bis 2013 Gerhard Wagner (SPÖ)
- seit 2013 Ing. Johannes Weiß (SPÖ)[19]

### Wappen
Der Gemeinde wurde 1996 folgendes Wappen verliehen: In Blau über gewelltem silbernem Schildfuß, ein goldener Krug, begleitet rechts oben von einem silbernen Schlüssel mit linksgewendetem Bart, links oben von einem steigenden silbernen Fisch.

### Partnergemeinde
Seit 1999 unterhält Klein-Pöchlarn eine Partnerschaft mit Monsano in Italien.

## Persönlichkeiten
- Ernst Ocwirk (1926–1980), Fußballspieler und -trainer, verstarb in Klein-Pöchlarn
- Herbert Golser (* 1960 in Golling), Künstler, lebt in Klein-Pöchlarn.[21]